# Callospermophilus
A Callospermophilus az emlősök (Mammalia) osztályának rágcsálók (Rodentia) rendjébe, ezen belül a mókusfélék (Sciuridae) családjába tartozó nem.

## Rendszertani eltérés
A legújabb DNS vizsgálatok alapján, a korábban alnemként kezelt taxonokat nemi rangra emelték. Tehát a Callospermophilus alnem tagjai manapság többé nem tartoznak az ürge (Spermophilus) nembe.

## Rendszerezés
A nembe az alábbi 3 faj tartozik:
- Aranyfarkú ürge (Callospermophilus lateralis) Say, 1823; régebben: Spermophilus lateralis – nem fenyegetett.
- Sierra-Madre ürge (Callospermophilus madrensis) Merriam, 1901; régebben: Spermophilus madrensis – mérsékelten veszélyeztetett.
- Kaszkás-hegységi ürge (Callospermophilus saturatus) Rhoads, 1895; régebben: Spermophilus saturatus – nem fenyegetett.